# Liste der Bände der Bücherei Der jüngste Tag
Dies ist eine Liste der Bände der Bücherei Der jüngste Tag. Die Bücherei Der jüngste Tag (DJT) erschien von 1913 bis 1921 in 86 Bänden im Kurt Wolff Verlag, anfangs in Leipzig, später in München. Es ist eine Reihe kleiner dichterischer Bändchen, in der von jungen oder noch unbekannten Autoren verfasste Werke erschienen, vorwiegend lyrische, aber auch programmatische und bedeutsame kleine Prosaschriften. In ihr erschien eine Anzahl Erstlingswerke sowie neue Dichtungen anerkannter Autoren. Die Reihe wurde Vorbild für andere Schriftenreihen des Expressionismus. Viele der Bände wurden mehrfach nachgedruckt.

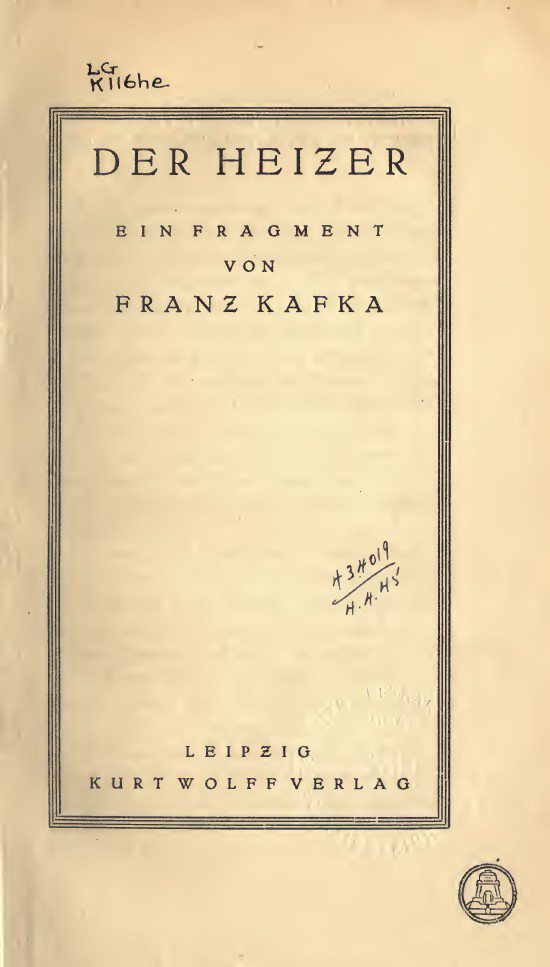
Franz Kafka: Der Heizer. Ein Fragment (DJT Bd. 3)

## BüchereiDer jüngste Tag(DJT)

### 1913
- Franz Werfel: Die Versuchung. Ein Gespräch. (DJT Bd. 1)
- Walter Hasenclever: Das unendliche Gespräch. Eine nächtliche Szene. (DJT Bd. 2)
- Franz Kafka: Der Heizer. Ein Fragment. (DJT Bd. 3)
- Ferdinand Hardekopf: Der Abend. Ein Dialog. (DJT Bd. 4)
- Emmy Hennings: Die letzte Freude. Gedichte. (DJT Bd. 5)
- Carl Ehrenstein: Klagen eines Knaben. (DJT Bd. 6)
- Georg Trakl: Gedichte. (DJT Bd. 7/8)
- Francis Jammes: Gebete der Demut. (DJT Bd. 9)
- Maurice Barrès: Der Mord an der Jungfrau. (DJT Bd. 10)
- Berthold Viertel: Die Spur. Gedichte. (DJT Bd. 13)
- Ottokar Brezina: Hymnen. (DJT Bd. 12)

### 1914
- Paul Boldt: Junge Pferde! (DJT Bd. 11)
- Carl Sternheim: Busekow. Eine Novelle. (DJT Bd. 14)
- Leo Matthias: Ein Groteskes Spiel. (DJT Bd. 15)
- Marcel Schwob: Der Kinderkreuzzug. Übertragen von A. Seiffhart. (DJT Bd. 16)
- Gottfried Kölwel: Gesänge gegen den Tod. (DJT Bd. 17)
- André Suarès: Die Fahrten des Condottiere. Eine italienische Reise. Übersetzung von Franz Blei.
- Herbert Eulenberg: Zeitwende. Ein Schauspiel in vier Akten.
- Franz Werfel: Die Troerinnen des Euripidis.

### 1915
- Paul Kraft: Gedichte. (DJT Bd. 18)
- Carl Sternheim: Napoleon. Mit 3 Lithographien v. Ottomar Starke. (DJT Bd. 19)
- Kasimir Edschmid: Das Rasende Leben. Zwei Novellen. (DJT Bd. 20)
- Carl Sternheim: Schuhlin. Eine Erzählung. (DJT Bd. 21)
- Franz Kafka: Die Verwandlung. (DJT Bd. 22/23)
- René Schickele: Aïssé. Novelle. (DJT Bd. 24)
- Rabindranath Tagore: Der zunehmende Mond.
- Karl Joel: Neue Weltkultur.
- Arnold Zweig: Die Novellen um Claudia.
- Robert Walser: Kleine Dichtungen.

### 1916
- Johannes R. Becher: Verbrüderung. Gedichte. (DJT Bd. 25)
- Carl Sternheim: Meta. Eine Erzählung. (DJT Bd. 26)
- Albert Ehrenstein: Nicht da, nicht dort. (DJT Bd. 27/28)
- Franz Werfel: Gesänge aus den drei Reichen. Ausgewählte Gedichte. (DJT Bd. 29/30)
- Mynona (Salomo Friedlaender): Schwarz-Weiss-Rot. Grotesken. (DJT Bd. 31)
- Max Brod: Die erste Stunde nach dem Tode. Eine Gespenstergeschichte. Mit drei Zeichnungen von Ottomar Starke. (DJT Bd. 32)
- Ludwig Rubiner: Das himmlische Licht. Gedichte. (DJT Bd. 33)
- Franz Kafka: Das Urteil. Eine Geschichte. (DJT Bd. 34)
- Gottfried Benn: Gehirne. Novellen. (DJT Bd. 35)
- Ernst Wilhelm Lotz: Wolkenüberflaggt. Gedichte. (DJT Bd. 36)
- Carl Sternheim: Die drei Erzählungen. Mit vierzehn Lithographien von Ottomar Starke.
- Gustav Meyrink: Fledermäuse.
- Gustav Meyrink: Walpurgisnacht.
- Gustav Meyrink: Der Golem.
- Gustav Meyrink: Das grüne Gesicht.

### 1917
- Rudolf Leonhard: Polnische Gedichte. (DJT Bd. 37)
- Martin Gumpert: Gedichte. (DJT Bd. 38)
- Hans Reimann: Kobolz. Grotesken. (DJT Bd. 39/40)
- Oskar Kokoschka: Der brennende Dornbusch. – Mörder, Hoffnung der Frauen. 2 Schauspiele (DJT Bd. 41)
- Franz Jung: Gnadenreiche, Unsere Königin. (DJT Bd. 42)
- Paul Claudel: Die Musen. Eine Ode. Deutsch von Franz Blei. (DJT Bd. 43)
- Hans von Flesch-Brunningen. Das zerstörte Idyll. Novellen. (DJT Bd. 44/45)
- Auguste Rodin: Die Kathedralen Frankreich
- August Strindberg: Die Schlüssel des Himmelreichs. (DJT Bd. 47/48)
- Rabindranath Tagore: Der Gärtner.

### 1918
- Ernst Blass: Die Gedichte von Sommer und Tod. (DJT Bd. 46)
- August Strindberg: Die Schlüssel des Himmelreichs oder Sankt Peters Wanderung auf Erden. Märchenspiel in fünf Akten. (DJT Bd. 47/48)
- Max Herrmann: Empörung, Andacht, Ewigkeit. Gedichte. (DJT Bd. 49)
- Carl Sternheim: Ulrike. Eine Erzählung. (DJT Bd. 50)
- Alfred Wolfenstein: Die Nackten. Eine Dichtung. (DJT Bd. 51)
- Oskar Baum: Zwei Erzählungen. Der Geliebte. Unwahrscheinliches Gerücht vom Ende eines Volksmanns. (DJT Bd. 52)
- Eugen Roth: Die Dinge, die unendlich uns umkreisen. Gedichte. (DJT Bd. 53)
- Iwan Goll: Dithyramben. Gedichte. (DJT Bd. 54)
- Karl Otten: Der Sprung aus dem Fenster. Erzählungen. (DJT Bd. 55)
- Mechtilde Lichnowsky: Gott betet. Prosagedichte. (DJT Bd. 56)
- Max Brod. Die Höhe des Gefühls. Ein Akt. (DJT Bd. 57)
- Carl Georg Heise: Norddeutsche Malerei. Studien zu ihrer Entwicklungsgeschichte im 15. Jahrhundert von Köln bis Hamburg.

### 1919
- Francis Jammes: Das Paradies. Geschichten und Betrachtungen. (DJT Bd. 58/59)
- Alexej Remisow: Legenden und Geschichten. (DJT Bd. 60/61)
- Theodor Tagger (Ferdinand Bruckner): Der zerstörte Tasso. Ausgewählte Gedichte. (DJT Bd. 62/63)
- Karel Čapek: Kreuzwege. Novellen. (DJT Bd. 64)
- Johannes Urzidil: Sturz der Verdammten. Gedichte. (DJT Bd. 65)
- Carl Maria Weber: Erwachen und Bestimmung. Eine Station. Gedichte. (DJT Bd. 66)
- Otfried Krzyzanowski: Unser täglich Gift. (DJT Bd. 67)
- Arthur Drey: Der unendliche Mensch. Gedichte. (DJT Bd. 68/69)
- Hans Arthur Thies: Die Gnadenwahl. Erzählung. (DJT Bd. 70)
- Oskar Schürer: Versöhnung. Gesänge und Psalmen. (DJT Bd. 71)
- Julius Maria Becker: Gedichte. (DJT Bd. 72)
- Adolf Knoblauch: Dada. Mit einem Holzschnitt von Lyonel Feininger. (DJT Bd. 73/74)
- Hans Siemsen: Auch ich. Auch du. Aufzeichnungen eines Irren. (DJT Bd. 75)

### 1920
- Bohuslav Kokoschka: Adelina oder Der Abschied vom neunzehnten Lebensjahre. Aufzeichnungen. (DJT Bd. 76/77)
- Alfred Brust: Der ewige Mensch. Drama in Christo. (DJT Bd. 78)
- Walther Georg Hartmann: Wir Menschen. Gedichte. (DJT Bd. 79)
- Béla Révész: Beethoven. Eine Phantasie. [Uebertragung aus dem Ungarischen von St. J. Klein]         (DJT Bd. 80)
- Ludwig Berger: Spielgeist. Eine Phantasie. (DJT Bd. 81)
- Johannes R. Becher: Zion. Gedichte. (DJT Bd. 82)
- Ruth Schaumann: Die Kathedrale. Gedichte. (DJT Bd. 83)
- Ernst Toller: Gedichte der Gefangenen. Ein Sonettenkreis (Nr. 44). (DJT Bd. 84)

### 1921
- Ferdinand Hardekopf:	Privatgedichte. (DJT Bd. 85)
- Rudolf Kayser: Moses Tod. (DJT Bd. 86)